# Helconidea duplodentipes
Helconidea duplodentipes är en stekelart som beskrevs av Roy D. Shenefelt 1970. Helconidea duplodentipes ingår i släktet Helconidea och familjen bracksteklar. Inga underarter finns listade i Catalogue of Life.